# Metamerismo (color)
El metamerismo es un fenómeno psicofísico definido generalmente como la situación en la cual dos muestras de color coinciden bajo unas condiciones determinadas (fuente de luz, observador, geometría...) pero no bajo otras diferentes. Hay dos tipos:
- Isómeros: se dan cuando dos colores tienen la misma composición espectral, y siempre son idénticos.

- Metámeros: se dan cuando dos colores son aparentemente iguales, pero tienen una naturaleza física diferente. Su percepción puede llegar a cambiar notablemente con diferentes iluminaciones, como luz natural o fluorescente.

El fenómeno en el cual se basa el metamerismo es que la coincidencia de color es posible incluso aunque la reflectancia espectral de las dos muestras sea diferente, por esto algunas coincidencias de color pueden ser consideradas condicionales. Por otra parte, si dos muestras tienen el mismo espectro de reflexión, coincidirán cuando sean vistas en las mismas condiciones. La distribución espectral de potencia describe la proporción total de luz emitida o reflejada por una muestra de color a todas las longitudes de ondas visibles. Dado que el ojo humano tiene 3 receptores de color (conos), todos los colores se reducen a tres cantidades sensoriales, llamadas valores triestímulos. El metamerismo aparece porque cada tipo de cono responde a un cúmulo de energía de un amplio rango de longitudes de onda. De este modo, diferentes combinaciones de luces con todas las longitudes de onda  pueden producir una respuesta equivalente al receptor y los mismos valores triestímulos o sensación de color.
Las correspondencias de metamerismo hechas entre dos fuentes de luz dan lugar a las bases tricromáticas de colorimetría. Para cualquier estímulo de luz dado existe una única mezcla de tres colores primarios luz.
Casi todos los tipos de reproducción de imagen comercial tratada, como la fotografía o la televisión, se hacen mediante correspondencias de colores metámeros.
Un sistema conocido muy bueno para medir el metamerismo es el Color Rendering Index. Es una función lineal de la Distancia Euclidiana entre el test y los vectores de reflectancia espectral de referencia en la CIE 1964 color space.
Un nuevo medidor para simuladores de luz de día es el CIE Metamerism Index (MI), que deriva de calcular la mediana de la diferencia de color de ocho metámetros (cinco en el espectro visible y tres en el ultravioleta) en CIELAB o CIELUV. 

## Tipos de metamerismo
El metamerismo de iluminancia es la forma de metamerismo más común. Se da cuando dos muestras coinciden cuando son vistas bajo un tipo de luz, pero no coinciden cuando son iluminadas por una fuente de luz diferente.
El metamerismo geométrico se da cuando dos muestras coinciden vistas bajo un determinado ángulo de visión, pero no coinciden al variar este ángulo. Se da en muestras cuyo espectro de reflectancia sea dependiente del ángulo de visión.
El metamerismo de observador ocurre a causa de diferencias en la visión en color entre varios observadores. A menudo estas diferencias tienen un origen biológico, como, por ejemplo, que dos personas tengan diferentes proporciones de conos sensibles a la radiación de longitud de onda larga y de conos sensibles a radiaciones de longitud de onda más corta. Por esto, dos muestras con espectros diferentes pueden ser percibidas como la misma por un observador bajo unas ciertas condiciones de iluminación pero otro observador diferente no verá que coincidan.
El metamerismo de campo se da porque la proporción de los tres tipos de conos en la retina no varía solo entre observadores, sino que para un mismo observador ésta proporción varía incluso dentro de su posición dentro de la misma. Así, un objeto luminoso de pequeño tamaño puede iluminar solo la parte central de la retina, donde podrían estar ausentes los conos sensibles a las radiaciones de longitud de onda larga (o media o corta), pero al incrementar el tamaño de dicho objeto, aumenta la parte de la retina iluminada, activando conos sensibles a radiaciones de longitud de onda largas (o medias o cortas), cambiando por tanto la percepción subjetiva del color de ese objeto. Por tanto es posible que dos objetos que presenten el mismo color a una distancia, a otra distancia diferente aparezcan de color diferente.

## Metamerismo y constancia del color
El metamerismo en ocasiones se confunde con la no constancia del color. Sin embargo, el metamerismo se refiere a dos muestras diferentes mientras que lo último se da en muestras únicas. La constancia del color se refiere a que diferentes muestras tienden a conservar, aproximadamente, su apariencia a la luz del día cuando son observadas bajo diferentes condiciones lumínicas. Cuando las muestras no se comportan como esperamos en este sentido, dicho fenómeno es denominado no constancia del color.

## Relevancia del metamerismo y sus aplicaciones
En las artes gráficas, el metamerismo se considera una fuente de problemas. Los artistas suelen pintar con témperas, óleo, crayón y varios tipos de tintas y pigmentos, y cada material tiene unas curvas de reflectancia propias y diferentes del resto. La mayoría de reproducciones se hacen hoy día combinando cian, magenta, amarillo y tintas negras o colorantes. Ninguna combinación de estos colores primarios puede reproducir exactamente el espectro de reflectancia empleado en el original con otro tipo de materiales. Debido a esto, una reproducción impresa de una obra original se considera una copia metamérica del mismo, y los colores presentes van a depender de las características espectrales de la fuente de luz empleada.
El entender qué causa el metamerismo y cómo controlarlo, sobre todo en impresiones en papel y en diseño gráfico, es crucial para obtener impresiones precisas en fotografía y diseño gráfico.